# Boudh (Distrikt)
Der Distrikt Boudh (Oriya ବୌଦ୍ଧ ଜିଲ୍ଲା Baud'dha Jillā), auch Baudha, ist ein Distrikt im ostindischen Bundesstaat Odisha.
Der Distrikt liegt im Bergland der Ostghats und erstreckt sich entlang dem Südufer der Flüsse Tel und Mahanadi.
Verwaltungssitz ist die namensgebende Stadt Boudh. Die Fläche beträgt 3098 km².
Die Bevölkerungsdichte liegt bei 142 Einwohner/km².
Der heutige Distrikt Boudh entstand am 2. Januar 1994, als der damalige Distrikt Phulbani zweigeteilt wurde – in die beiden neu gegründeten Distrikte Boudh und Kandhamal. Bis zum 1. Januar 1948 existierte noch der gleichnamige Fürstenstaat.

## Bevölkerung
Im Distrikt lebten im Jahr 2011 441.162 Einwohner. Das Geschlechterverhältnis betrug 981 Frauen auf 1000 Männer. Die Alphabetisierungsrate lag bei 71,61 % (83,34 % bei Männern, 59,79 % bei Frauen).
Der überwiegende Teil der Bevölkerung ist hinduistisch (99,32 %).

## Verwaltungsgliederung
Der Distrikt besteht aus der Sub-Division Boudh.
Zur Dezentralisierung der Verwaltung ist der Distrikt in 3 Blöcke unterteilt:
- Boudh
- Harbhanga
- Kantamal

Des Weiteren gibt es 8 Tahasils:
- Boudh
- Harbhanga
- Kantamal

Im Distrikt befinden sich folgende ULBs:  das Notified Area Council (NAC) Boudh.
Außerdem sind 63 Gram Panchayats im Distrikt vorhanden.